# Studená Vltava
Studená Vltava (tyska: Kalte Moldau eller Altwasser) är ett vattendrag i sydöstra Tyskland och sydvästra Tjeckien.   Det rinner genom Bayern och Södra Böhmen.